# 金开街道
金开街道是中华人民共和国湖南省娄底市双峰县下辖的一个街道办事处。

## 行政区划
金开街道下辖以下村级行政区划单位：
桑园社区、四安村、土乔村、东塘村、谢泥塘村、大埠村、印泉村、金开村、宋江村、同来村、檀金村、洪星村、塘星村、炭山村。